# Дружинін Єгор Владиславович
Єгор Владиславович Дружинін (нар.. 12 березня 1972, Ленінград, Російська РФСР, СРСР) — російський кіноактор, режисер театру, кіно і телебачення, хореограф, телеведучий.
У 2019 році був постановником танців до ювілейного концерту Алли Пугачової «P. S».

## Біографія
Єгор Дружинін народився 1972 року в Ленінграді в сім'ї хореографа Владислава Юрійовича Дружиніна, який працював в театрі Коміссаржевської і в своїй студії пантоміми «Квадрат». Єгор Дружинін прославився після того, як зіграв головну роль піонера Петю Васєчкіна у фільмах «Пригоди Петрова і Васєчкіна» та «Канікули Петрова і Васєчкіна». «Це було чергове пригода. Спосіб провести канікули, не піти в школу, коли у нас були зйомки», — згадував пізніше Дружинін.
В юності, як і більшість радянських школярів, входив до дитячої піонерської організації, був комсомольцем ВЛКСМ. Брав участь у телемості «Ленінград-Сіетл» про проблеми майбутнього покоління в 1987 році.
Закінчив Ленінградський державний інститут театру, музики і кінематографії, служив в Ленінградському ТЮГу.
Навчався в танцювальній школі в Нью-Йорку (з 1994).
Після повернення з США керував танцювальною групою в ресторані «Валхалл» (Санкт-Петербург).
Працював хореографом з такими популярними естрадними артистами, як Філіп Кіркоров, Лайма Вайкуле, група «Блискучі» тощо.
Викладав хореографію учасників телепроєкту «Фабрика зірок».
В останні роки почав займатися театральними постановками. Працює режисером, хореографом, артистом вистави «Усюди життя», суддею популярних шоу «Танці з зірками».
У 2003—2004 роках був ведучим хіт-параду «Золотий грамофон» на «Першому каналі».
У 2007 році виступав керівником відділу спецпроєктів Департаменту з управління виробництвом телевізійного холдингу «СТС Медіа».
З 2014 по 2016 рік був членом журі і наставником в шоу «Танці» на ТНТ. З березня по травень 2017 року був членом журі шоу «Танцюють всі!» на каналі «Росія-1».
З вересня 2017 року є членом журі телепередачі «Ти супер! Танці» на телеканалі НТВ.
У липні 2018 року стало відомо, що Єгор Дружинін знову стане одним з наставників у шоу «Танці» на ТНТ.
П'ятий сезон шоу «Танці» вийшов у серпні 2018 року
.
У 2018 році був довіреною особою кандидата в мери Москви Сергія Собяніна. У березні 2019 року удостоєний Подяки мера Москви.

## Родина
- Батько — хореограф Владислав Юрійович Дружинін (нар. 21 червня 1948), працював у театрі Коміссаржевської.
- Дід — Юрій Іванович Дружинін — з 2-м Білоруським фронтом дійшов до Берліна[10].
- Зведена сестра Єлизавета (нар. 26.10.1990)[11].

### Особисте життя
- Дружина (з 1994[12]) — Вероніка Іллівна Іцкович (нар.. 21 травня 1970; Москва) — актриса і хореограф, двоюрідна сестра Миколи Цискарідзе, який став хрещеним батьком доньки Саші[13][14][15].
- дочка — Олександра (нар.. 1999).
- сини — Тихон (нар.. 2003) і Платон (нар.. 2008).

## Фільмографія

### Акторські роботи
- 1983 — Пригоди Петрова і Васєчкіна, звичайні і неймовірні — Петя Васєчкін
- 1984 — Канікули Петрова і Васєчкіна, звичайні і неймовірні — Петя Васєчкін
- 1986 — Що таке Єралаш? — Петя Васєчкін
- 2004 — Конвалія срібляста 2 — Сеня Тьомкін («Маніяк») (9-та серія)
- 2005 — Бальзаківський вік, або Всі мужики сво… 2 — Рома (6 і 7-ма серії)
- 2005 — Віола Тараканова. У світі злочинних пристрастей — Максим Григорович Шалоусов («Концерт для колобка з оркестром»)
- 2005 — Перший швидкий — танцюрист
- 2006 — Перший вдома — алкаш/секретар Людмили Гурченко Жорж
- 2008 — Кохання Аврори — Едик
- 2009 — Любов під грифом «Цілком таємно» 2 — охоронець
- 2010 — Алібі на двох — Павло, фотограф (фільм № 4 «Кіношники»)
- 2011 — Світлофор — Єгор, хореограф (22 серія)
- 2018 — Імпровізація

### Режисерські роботи
- 2005 — Ніч в стилі Disco
- 2009 — Перша любов
- 2013 — Ангелова лялька (короткометражний)

## Хореограф
- 2002—2003 — Фабрика Зірок
- 2014—2016 — Танці
- 2017 — Ти супер! Танці
- 2018 — Танці

## Дубляж мультфільмів
- 2013 — Сімейка Крудс — Малої
- 2015 — По той бік огорожі — Вірт

## Театральні роботи
1. 2002 — мюзикл «Чикаго» (роль — артист ансамблю)
2. 2004 — мюзикл «12 стільців» (хореограф-постановник)
3. 2005 — мюзикл «Cats» (режисер)
4. 2008 — спектакль «1900» (хореограф-постановник), в театрі імені М. М. Єрмолової з 2012 року
5. 2009 — мюзикл «Продюсери» Мела Брукса в театрі Et cetera, режисер Дмитро Бєлов (роль — Лео Блум, лауреат національної театральної премії «Золота маска» в номінації «Найкраща чоловіча роль»)[16]
6. 2010 — мюзикл «Любов і шпигунство» (режисер-постановник і хореограф)
7. 2011 — спектакль «Оркестр мрії. Мідь» (хореограф-постановник) в театрі імені М. М. Єрмолової
8. 2011 — спектакль «Усюди життя» (режисер, хореограф, виконавець ролей Морячка і Піжона)
9. Вистава «Ангелова Лялька» — спектакль Академії Микити Михалкова. Продюсер вистави — Леванова Кароліна
10. 2014 — спектакль «Ангелова Лялька» (хореограф, режисер, актор)[17]
11. 2015 — спектакль «Яма» (режисер-постановник і хореограф) в Театрі на Малій Бронній